# Liste des épisodes de Dora l'exploratrice
 (juillet 2025).
Motif : Aucune source secondaire de qualité
- Archive Wikiwix
- Bing
- Cairn
- DuckDuckGo
- E. Universalis
- Gallica
- Google
- G. Books
- G. News
- G. Scholar
- Persée
- Qwant
- (zh) Baidu
- (ru) Yandex
- (wd) trouver des œuvres sur Wikidata

| 1. | Préciser le motif de la pose du bandeau. | Précisez le motif de la pose du bandeau en utilisant la syntaxe suivante : {{admissibilité à vérifier\|date=juillet 2025\|motif=remplacez ce texte par le motif}}                                              |
| 2. | Informer les utilisateurs concernés.     | Pensez à avertir le créateur de l'article, par exemple, en insérant le code ci-dessous sur sa page de discussion : {{subst:avertissement admissibilité à vérifier\|Liste des épisodes de Dora l'exploratrice}} |

Dora and Friends : Au cœur de la ville
Cette page présente la Liste des épisodes de Dora l'exploratrice.
À noter qu'il existe des différences dans la chronologie et la traduction des épisodes entre Les États-Unis, la France et le Québec. Il en est de même pour les DVD où certains titres ont été modifiés. Les traductions des épisodes ci-dessous ne correspondent pas toutes à celle de TF1, pour la diffusion en France.

## Première saison (2000-2001)
1. La légende du Grand Poulet (The Legend Of The Big Red Chicken)
2. Bébé Oiseau Bleu retrouve sa maman (Lost and Found)
3. Tchou tchou ! (Choo-Choo!)
4. Hic-Boum-Hooo ! (Hic-Boom-Ohhh!)
5. Je veux une glace ! (We All Scream for Ice Cream)
6. Les trois petits cochons (Three Little Piggies)
7. L'île au trésor (Treasure Island)
8. Tous à la plage ! (Beaches)
9. La grande rivière (The Big River)
10. La cueillette des myrtilles (Berry Hunt)
11. Les quatre vœux de la belette (Wizzle Wishes)
12. Chez mamie (Grandma's House)
13. Happy Birthday Babouche ! (Surprise!)
14. Le ruban adhésif (Sticky Tape)
15. Des bonds et des rebonds (Bouncing Ball)
16. Sac à dos (Backpack!)
17. La famille Buzza Buzza (Bugga Bugga)
18. Un poisson hors de l'eau (Fish Out of Water)
19. Petite étoile (Little Star)
20. Dora sauve le prince (Dora Saves the Prince)
21. La grenouille Coqui (El Coquí)
22. L'arbre à chocolat (The Chocolate Tree)
23. I Love You (Te Amo)
24. La flûte de Pablo (Pablo's Flute)
25. La maison dans l'arbre (To The Treehouse)
26. Appelez-moi Monsieur Devinettes (Call Me Mr. Riddles)

## Deuxième saison (2002-2003)
1. L'orage (The Big Storm)
2. Vas-y, Tico, vas-y ! (¡Rapido, Tico! (Fast, Tico!))
3. Le bâton magique (The Magic Stick)
4. La pièce manquante (The Missing Piece)
5. Couineur s'est perdu (Lost Squeaky)
6. Le camion de pompier (Rojo, the Fire Truck)
7. La Carte est perdue (Lost Map)
8. La fête des mères (Mother's Day))
9. Les explorateurs intrépides (The Golden Explorers)
10. Un cadeau pour le père Noël (A Present for Santa)
11. Docteur Dora (Doctor Dora)
12. Livraison express (Pinto, the Pony Express)
13. Léon, le lion du cirque (León, the Circus Lion)
14. La grande Piñata (The Big Piñata)
15. Le lutin heureux (The Happy Old Troll)
16. Super carte (Super Map!)
17. Du courrier pour Chipeur (A Letter for Swiper)
18. L'échelle horizontale (To the Monkey Bars)
19. Dora la musicienne (Dora, La Musica)
20. La partie de cache-cache (Hide and Go Seek)
21. Dora photographe (Click!)
22. Le grand œuf jaune (Egg Hunt)
23. Mission secrète (Super Spies)
24. Walter le hamster (School Pet)
25. Qui fête son anniversaire ? (Whose Birthday is It?)
26. Coin coin (Quack! Quack!)

## Troisième saison (2003-2004)
1. Le petit agneau de Dora (Dora Had a Little Lamb)
2. Un camion dans l'ornière (Stuck Truck)
3. Une ballade qui fait du bruit (Louder!)
4. Roberto le robot (Roberto the Robot)
5. La grosse pomme de terre (The Big Potato)
6. Dora dans l'espace (Journey to the Purple Planet)
7. La cité perdue (The Lost City)
8. Cousin Diego (Meet Diego!)
9. Sauvez les petits chiots (Save the Puppies!)
10. Please, le mot magique (¡Por Favor!)
11. Bébé Dino (Baby Dino)
12. Babouche est à la fête (Boots' Special Day)
13. Dora au Pôle Sud (To the South Pole)
14. Dora sauve le match (Dora Saves the Game)
15. Halloween (Boo!)
16. Et après, Dora ? (What Happens Next?)
17. Au secours, à l'aide ! (Rescue, Rescue, Rescue!)
18. Le mignon dinosaure (Boots' Cuddly Dinosaur)
19. Faisons les fous ! (The Super Silly Fiesta)
20. La machine à tout réparer (The Fix-It Machine)
21. Babouche le baseballeur (Baseball Boots)
22. Les bons amis (Best Friends)
23. L'abécédaire (ABC Animals)
24. La balade des métiers (Job Day)
25. Dora et les pirates (Dora's Pirate Adventure) (Double épisode)

## Quatrième saison (2004-2007)
1. Chasseurs d'étoiles (Star Catcher)
2. Le premier voyage de Dora (Dora's First Trip)
3. Dora au pays des fées (Dora's Fairytale Adventure) (Double épisode)
4. Et après, Dora ? (What Happens Next?)
5. Le bâton magique (The Magic Stick)
6. La Montagne aux étoiles (Star Mountain)
7. La machine à chiper (Super Spies 2: The Swiping Machine)
8. Le cri du bébé jaguar (Baby Jaguar's Roar)
9. Music teacher (La Maestra De Musica)
10. La couronne du roi John (A Crown for King Juan el Bobo)
11. Les quinze ans de Daisy (Daisy, La Quinceañera)
12. Sauvons Diego (Save Diego)
13. Danse Dora, danse ! (Dora’s Dance to the Rescue) (Double épisode)
14. Dora autour du monde (Dora's World Adventure!) (Double épisode)
15. Le petit chien de Dora (Dora's Got a Puppy)
16. Dora grande sœur (Big Sister Dora)
17. Babouche à la rescousse (Boots to the Rescue)
18. Timide Arc-en-ciel (The Shy Rainbow)
19. Super bébés (Super Babies)
20. Nous formons une équipe (We're a Team!)
21. Promenades saisonnières (The Mixed-Up Seasons)
22. Bébé crabe (Baby Crab)
23. Chipeur l'Explorateur (Swiper the Explorer)
24. Dora sauve les sirènes (Dora Saves the Mermaids) (Double épisode)
25. Rattrapez les Bébés (Catch the Babies)
26. Sauvons Babouche ! (Dora and Diego to the Rescue!)

## Cinquième saison (2008-2010)
1. Dora et le clown musical (Dora's Jack-in-the-Box)
2. Dora sauve la princesse des Neiges (Dora Saves the Snow Princess) (Double épisode) Docteur Dora (Doctor Dora) Qui fête son anniversaire ? (Whose Birthday is It?)
3. Dora va à la fête des jumeaux (Bark, Bark to Play Park)
4. Dora à la fête des rois (Dora Saves Three Kings Day)
5. Les fleurs de licorne (Isa's Unicorn Flowers)
6. La course de voitures (Benny's Big Race)
7. Le premier jour d'école (First Day of School)
8. Le défilé de Sac à dos (The Backpack Parade)
9. Les bottes qui rebondissent (Bouncy Boots)
10. Le tournoi de Pok Ta Pok (The Mayan Adventure)
11. Dora sauve le royaume de cristal (Dora Saves the Crystal Kingdom) (Double épisode) Le premier jour d'école (First Day of School) Un vœu bananesque (Boots Banana Wish)
12. Dora sauve les trois petits cochons (Dora Saves the Three Little Pigs)
13. Grand Poulet Rouge, Le magicien (The Big Red Chicken's Magic Show)
14. Le coffre à trésors de Totor (Benny's Treasure)
15. Les super-bébés et la fée des rêves (The Super Babies Dream Adventure)
16. Dora et l'esprit de Noël (Dora's Christmas Carol Adventure) (Double épisode)
17. Aventure à bord du bateau pirate (Pirate Treasure Hunt)
18. L'anniversaire du magicien (Dora Helps the Birthday Wizzle)
19. Un vœu bananesque (Boots Banana Wish)

## Sixième saison (2010-2012)
1. Joyeux anniversaire Dora (Dora's Big Birthday Adventure) (Double épisode)
2. Dora et Pegasus, le cheval ailé (Dora's Pegasus Adventure)
3. Le premier anniversaire des super-bébés (Happy Birthday, Super Babies!)
4. Dora goes to the hairdresser (Dora's Hair-Raising Adventure)
5. Bébé Winky rentre chez lui (Baby Winky Comes Home)
6. Le mariage du lutin grognon (The Grumpy Old Troll Gets Married)
7. Le défilé d'Halloween (Halloween Parade)
8. C'est les vacances ! (¡Vaccaciones)
9. La baguette magique de Grand Poulet Rouge (The Big Red Chicken’s Magic Wand)
10. Dora au pays des lutins (Dora in Troll Land)
11. Le spectacle de fin d'année (Dora's Ballet Adventure Dora's Dora's Dance Show)
12. Le premier vélo de Babouche (Boots' First Bike)
13. Le premier jour d'école de Peter (Pepe the Pig's School Adventure Pepe's School Day Adventure)
14. Dora et la forêt enchantée : 1 Le couronnement du roi Licorne (Dora's Enchanted Forest Adventures, part 1: The Tale of the Unicorn King) (Double épisode)
15. Dora et la forêt enchantée : 2 Le mystère de l'Atlantide (Dora's Enchanted Forest Adventures, part 2: The Secret of Atlantis) (Double épisode)
16. Dora et la forêt enchantée : 3 Dora au secours du roi Licorne (Dora's Enchanted Forest Adventures, part 3: Dora Saves King Unicornio) (Double épisode)
17. Dora va délivrer Don Quichotte (Dora's Saves Don Quixote Dora's Royal Rescue) (Double épisode)
18. Dora et l'histoire de chevalier (Dora's Knighthood Adventure)
19. Chipeur va dormir chez sa grand-mère (Swiper's Favorite Things)
20. Dora et l'aventure de Pâques (Dora's Easter Adventure)

## Septième saison (2012-2013)
1. Un ruban bleu pour Pinto (A Ribbon For Pinto)
2. Dora au royaume des sirènes (Dora's Rescue In Mermaid Kingdom)
3. Totor sur l'île des noix de coco (Castaway Benny)
4. Joyeuse fête des pères ! (Feliz Dia de Los Padres)
5. Le spectacle de gymnastique de Dora (Dora's Fantastic Gymnastics Adventure)
6. Dora et les trois chatons (Dora's Moonlight Adventure)
7. Un cadeau surprise pour Puppy (Perrito's Big Surprise)
8. Dora fête le jour de Thanksgiving (Dora's Thanksgiving Day Parade)
9. La visite médicale de Dora (Check Up Day Check-Up Time)
10. La première chasse aux trésors de Little Map (Little Map)
11. Le premier concert de Baby Bongo (Baby Bongo's First Music Show)
12. Dora et la fête de la science (School Science Fair)
13. Dora et le Pinceau Magique (Vamos a Pintar! Let's go Painting! let's paint)
14. Dora au Pays des Merveilles (Dora's in Wonderland) (Double épisode)
15. Chante avec Dora ! (Dora Rocks!)
16. Le bal des papillons (The Butterfly Ball)
17. Le fabuleux cirque des animaux (Dora and Diego's Amazing Animal Circus Adventure)
18. Les passionnés de lecture (Book Explorers)

## Huitième saison (2013-2015)
1. Dora et la coupe d'or de football (Dora's Super Soccer Showdown)
2. Les bébés chiens de Totor (Puppies Galore)
3. Dora reconstitue le petit train (Catch That Shape Train)
4. L'anniversaire de Greentruck (Verde's Birthday Party)
5. Dora et Puppy au secours de Babouche (Dora and Perrito to the Rescue)
6. Les moufles des trois p'tits chats (Kittens in Mittens)
7. Dora fait du rollerskate (Dora's Great Roller Skate Adventure)
8. Dora et Sparky le cheval (Dora and Sparky's Riding Adventure!)
9. Soirée pyjama au musée (Dora's Museum Sleepover Adventure)
10. Les montagnes russes de Grand’ma (Riding the Roller Coaster Rocks)
11. Dora et Diego au temps des dinosaures (Dora and Diego in the Time of Dinosaurs)
12. Dora et le concours de patinage artistique (Dora's Ice Skating Spectacular)
13. Dora et le concours de talents (Dora's Rainforest Talent Show)
14. Dora au secours du Pays des Contes de Fées (Dora Saves Fairytale Land) (Double épisode)
15. Dora et Baby Bear (Dora and the Very Sleepy Bear)
16. Dora et les instruments de musique (Let's Go to Music School)
17. Dora et Babouche aident la bonne fée (Dora's Fairy Godmother Rescue)
18. Dora et les animaux magiques (Dora's Animalito Adventure)
19. Dora et Nightlight, la veilleuse (Dora's Night Light Adventure)